# ソニはご機嫌ななめ
『ソニはご機嫌ななめ』（ソニはごきげんななめ、原題：우리 선희）は、2013年公開の韓国映画。ホン・サンス監督の『3人のアンヌ』、『教授とわたし、そして映画』にも出演したチョン・ユミが3人の男性を翻弄する学生を演じた。2013年ロカルノ国際映画祭コンペティション部門出品作品。

## ストーリー
しばらく姿の見えなかったソニ（チョン・ユミ）は突然大学を訪れる。教授のドンヒョン（キム・サンジュン）にアメリカの大学へ留学するための推薦状を書いて欲しいと頼むソニだったが、教授が自分に気があるのを知っているソニはできるだけいい内容の推薦状を書いてもらうよう仕向ける。その帰り道に元カレのムンス（イ・ソンギュン）と出会ったソニは、自分たちの恋愛話をムンスの映画のネタにしたと怒り、ムンスはまだソニのことが好きだと伝えるが、ソニは冷たくあしらう。教授は映画監督のジェハク（チョン・ジェヨン）に好きな人ができたと話し、ムンスはジェハクにまだソニのことが忘れられないとぼやく。偶然街中でジェハクに会ったソニはジェハクと二人で酒を飲み、キスをするが、そのまま帰ってしまう。本心の掴めないソニの言動に3人の男性はいとも簡単に翻弄されてしまう。

## キャスト
- ソニ：チョン・ユミ
- ムンス：イ・ソンギュン
- ドンヒョン：キム・サンジュン
- ジェハク：チョン・ジェヨン
- 飲み屋のママ：イェ・ジウォン
- サンウ：イ・ミヌ

## 受賞歴
- 2013年ロカルノ国際映画祭コンペティション部門：監督賞（ホン・サンス）